# Evangelische Kirche Gravenbruch

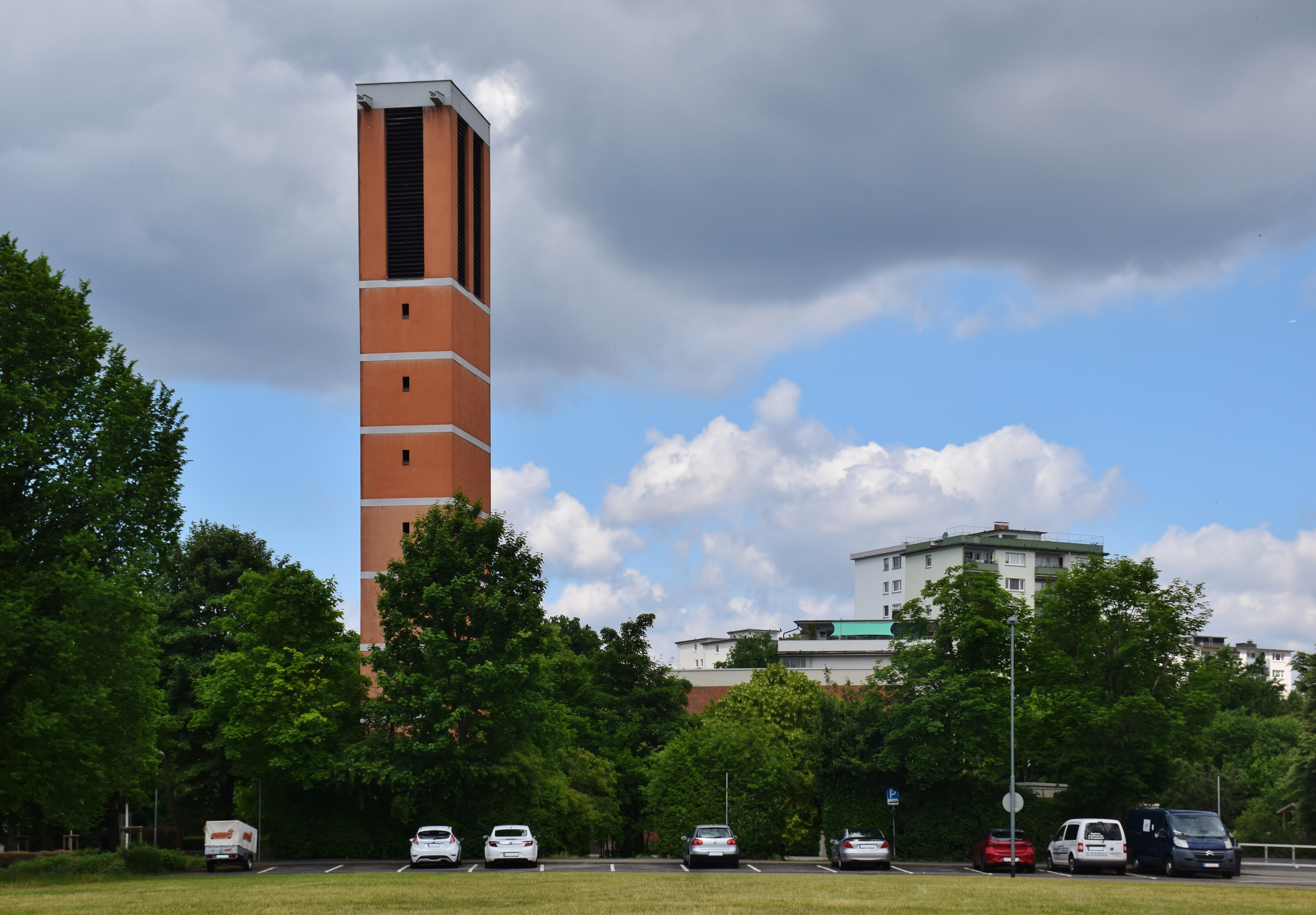
Die evangelische Kirche in Gravenbruch (Südostansicht)

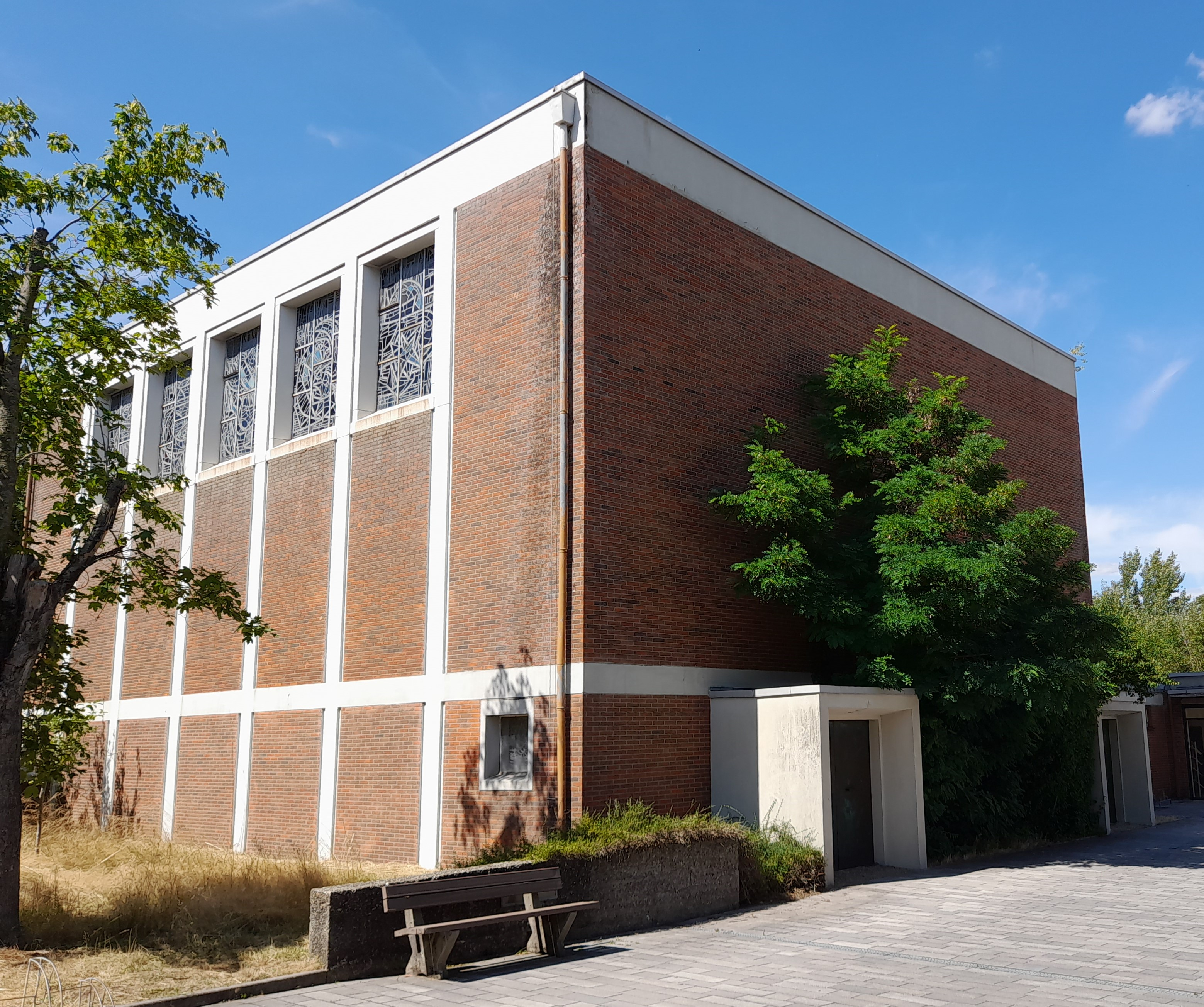
Im Kirchenkubus befindet sich der Gottesdienstraum der Gemeinde.

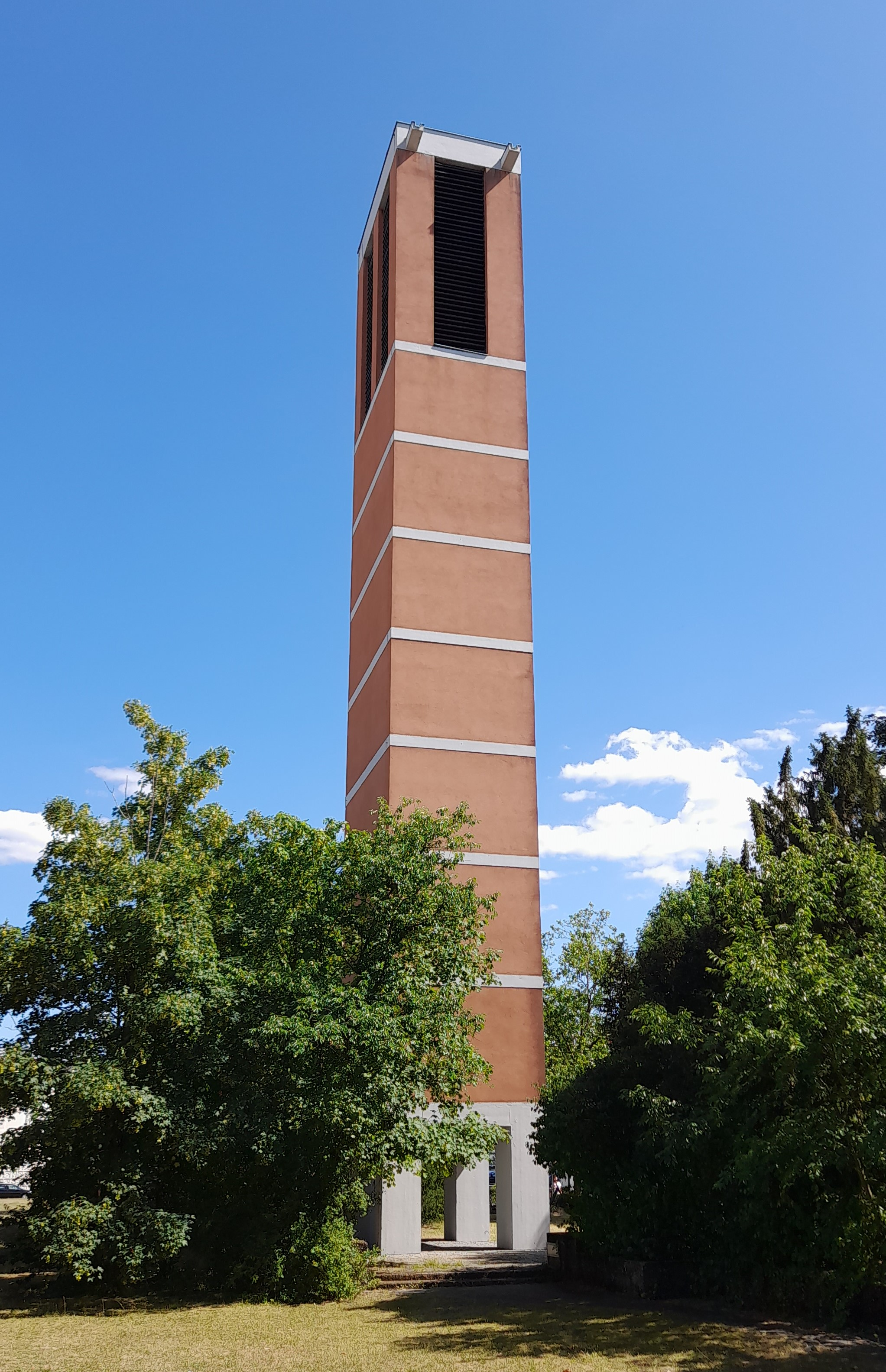
Im 32 m hohen Campanile sind die drei Glocken der Kirche aufgehängt.

Die evangelische Kirche Gravenbruch ist ein im Stil der Moderne errichtetes Kirchengebäude im Neu-Isenburger Stadtteil Gravenbruch in Südhessen. Das im Ortszentrum gelegene Gotteshaus prägt durch seinen 32 Meter hohen Campanile das Ortsbild von Gravenbruch und ist weithin sichtbar. Die Kirchengemeinde gehört zum Dekanat Dreieich-Rodgau der Evangelischen Kirche in Hessen und Nassau (EKHN).

## Geschichte
Die Wohnstadt Gravenbruch wurde ab Dezember 1960 als Satellitenstadt im Wald von Neu-Isenburg errichtet. Nachdem die ersten Bewohner des Ortes im Juli 1962 in ihre Häuser eingezogen waren, feierten einige evangelische Gläubige bereits in den Anfangswochen in ihren Privatwohnungen gemeinsam Gottesdienste. Die offizielle Gründung der evangelischen Kirchengemeinde von Gravenbruch erfolgte erst ein halbes Jahr später zum Jahresanfang 1963.
Das heutige Kirchengebäude, bestehend aus einem Kirchenkubus im Nordwesten und einem Campanile im Südosten, wurde nach Plänen der Architekten Gustav Friedrich Scheinpflug, Alex Weber sowie Hans Stiefken im Stil der Moderne errichtet und am 31. Oktober 1964 eingeweiht.
Aufgrund finanzieller Schwierigkeiten infolge abnehmender Mitgliederzahlen und des schlechten baulichen Zustands des Kirchenkubus plant die evangelische Gemeinde in Gravenbruch, einen Großteil des Kirchengeländes an Investoren zu verkaufen. Dafür sollen sämtliche Gebäude auf dem Areal aufgegeben und abgerissen werden, lediglich der Campanile der Kirche soll erhalten bleiben. Angrenzend an diesen ist die Errichtung eines kleineren modernen Kirchengebäudes geplant, das gleichzeitig als Gemeindezentrum dienen soll. Einige Elemente aus dem alten Kirchenraum sollen in den Kirchenneubau übernommen werden, darunter auch die Buntglasfenster, das Altarkreuz, die Kirchenportale sowie die Orgel der Kirche.

## Ausstattung
Die Buntglasfenster der Kirche wurden vom Künstler Wilfried Volk gestaltet und zeigen verschiedene Motive aus der biblischen Schöpfungsgeschichte wie die Erschaffung der Himmelsgestirne, der Tiere und des Menschen durch Gott.
Der Langener Metallbildhauer Ulrich Köppler schuf die zwei Kirchenportale. Beide Türen werden von verschiedenen Engelreliefs geziert. Während das linke Portal den Kampf Jakobs mit einem Engel zeigt, ist auf dem rechten Portal die Verkündigung von Jesu Geburt an die Hirten dargestellt.
Die heutige Orgel wurde 1964 vom Kasseler Orgelbauunternehmen Bosch gefertigt. Das Instrument verfügt über 20 Register, verteilt auf zwei Manuale und Pedal.

## Glocken
Das Geläut der Kirche besteht aus drei Glocken, die 1963 von der Glockengießerei Rincker im mittelhessischen Sinn gegossen wurden. Die Glockenweihe fand am 22. Dezember 1963 statt.
| Nr. | Tonlage | Gewicht | Durchmesser | Inschrift                                                                         |
| --- | ------- | ------- | ----------- | --------------------------------------------------------------------------------- |
| 1   | es′     | 1430 kg | 1360 mm     | „Herr, unser Herrscher, wie herrlich ist dein Name in allen Landen!“ (Psalm 8,10) |
| 2   | f′      | 1010 kg | 1210 mm     | „Christus spricht: Ich bin die Auferstehung und das Leben.“ (Johannes 11,25)      |
| 3   | as′     | 0655 kg | 1035 mm     | „Friede sei mit euch!“ (Johannes 20,19)                                           |